# Ludvigh Sámuel
Ludvigh Sámuel (Kőszeg, 1801. február 13. – Cincinnati, 1869. február 14.) német nyelvű író, újságíró és költő.

## Életpályája

### Magyarország
Samuel Gottlieb Ludvigh könyvkereskedő és felesége, Theresia – egy gazdag szőrmekereskedő Schöpf családból származó lánya – fiaként született. A Normalschule után a református iskolában tanult, majd különböző szemináriumokban Sopronban magyar nyelvet tanult. Apja könyvkereskedőnek taníttatta ki, Győrben nyitott egy könyvesboltot, de ez nem vált be neki. Ezért jogot tanult, és tanulmányai befejezése után ügyvédként telepedett le Pesten.
Aztán elfogta az utazás vágya. Konstantinápolyban találkozott Friedrich zu Schwarzenberg herceggel (1800–1870), Karl von Schwarzenberg herceg tábornagy legidősebb fiával, és titkáraként elkísérte őt Törökországból Görögországon át Erdélybe. Az 1832-ben kolerával sújtott Magyarországon tett utazása után 1833-ban kritikai könyvet jelentetett meg utazási benyomásairól. Ebben elítélte a vidéki lakosság szegénységét, és reformokat követelt, például a jobbágyság eltörlését. Szigorúan ellenezte a magyarok túlsúlyát az Osztrák Birodalom többnemzetiségű államában, ahogyan azt például gróf Széchenyi István követelte. A könyvet Metternich cenzorai elkobozták, akárcsak számos más, tíz, többnyire német nyelvű művét Magyarországon. A magas adósságok és a politikai rendszerrel való elégedetlensége arra késztette, hogy Schwarzenberg anyagi támogatásával az USA-ba emigráljon, akivel több mint két évtizeden át levelezésben maradt. Bremerhavent 1837. június 6-án hagyta el hajóval.

### Amerikai Egyesült Államok
Egy megüresedett állás miatt nem sokkal megérkezése után átvehette a philadelphiai "Alte und neue Welt" (1834-1843) című német nyelvű, politikával, kereskedelemmel és kereskedelemmel foglalkozó népszerű lap szerkesztői tisztét. New Yorkban 1843-ban megalapította a "Racionalista Egyesületet", és számos beszédet tartott német bevándorlóknak, amelyeket még ugyanabban az évben megjelentetett a "Die Fackel. Literaturblatt zur Förderung geistiger Freiheit" című lapban. Ezt az újságot 1869-ben bekövetkezett haláláig felváltva adta ki New Yorkban, Baltimore-ban, St. Paulban és Cincinnatiben, az utolsó kötetet (3. és 4. szám) felesége, Sarah fejezte be.
Rendszeresen utazott az Egyesült Államokba, hogy elemezze és írjon a fejlődéséről. Számára ők voltak a jövő országa. Számára az amerikai köztársasági alkotmány a szabadság és az egyenlőség garanciája volt, de felismerte annak veszélyét is, hogy a törvényileg garantált szabadságból való korlátlan megélhetés hosszú távon több szegényt hozna létre, mint gazdagot, és egy pénz- és szellemi arisztokrácia alakulna ki. Az arisztokrácia közé sorolta a köztisztviselőket, katonákat, ügyvédeket, orvosokat és papokat. Gyakran utazott német bevándorlók által betelepített városokba, és előadásokat tartott. Beszélt az újonnan érkezőkhöz, bátorította őket, és mindenekelőtt arra törekedett, hogy a politika és a gazdaság, a természet, valamint a kultúra és a vallás alapvető területein reformelképzeléseit eljuttassa hallgatóihoz. Szociáldemokráciát hirdetett, amely az egyén egoizmusát állami szabályozó intézkedésekkel fékezte volna meg, a népesség minden rétegének oktatását és szociális biztonságát elősegítve. A németeket az USA kiemelkedő etnikai csoportjának tekintette a nekik tulajdonított szellemiség és szorgalom miatt. Az Egyesült Államokban az újságja mellett 30 művet és hét útikönyvet adott ki.

## Művei

### Magyarországon
Összesen 10 monográfia kis példányszámban, szinte mind német nyelven, néhányat betiltottak vagy kivontak a forgalomból.
- Gedichte aus dem Jünglingsalter (1827)
- Reise in Ungarn im Jahre 1831: in den Comitaten a) disseits der Donau … b) jenseits der Donau … c) disseits der Theiss (Eggenberger, 1832)[5]
- Malerische Reise von Pesth über Semlin, Belgrad, Mehadia nach Orsowa. (Teil I) (1835)
- Von Orsowa über Temesvár, Debreczin, Erlau, durch die Bergstädte nach Presburg und Güns. (Teil II) (1835)

### USA-ban
Összesen 30 mű (válogatás):
- Ludvigh’s Englische Sprachlehre für Anfänger. Nebst Lesebuch, Uebungen im Uebersetzen aus dem Englischen in’s Deutsche und aus dem Deutschen in’s Englische, Gesprächen für das gewöhnliche Leben, und einem Anhange von Formularen für Schuldscheine und Quittungen. Vorzüglich zum Gebrauche der Deutschen in Amerika (1843)
- Ludvigh’s Fussreise nach Syrakus: von Wien über Grätz, Venedig, Florenz, Rom, Neapel und Palermo, 1827 (1844)
- Das Schwert der Revolution. Denkwürdiges Zeitbild einer Reise von New-York nach Paris, Hamburg, Leipzig, Berlin, Wien und Pesth 1847–49 (1848)
- Licht- und Schattenbilder republikanischer Zustände. Skizzirt von Samuel Ludvigh während seiner Reise in den Vereinigten Staaten von Nord-Amerika 1846/47. Wilhelm Jurany, Leipzig 1848; Helmich und Co., New York 1848.[6]
- Kossuth, oder, Der Fall von Ungarn: historisches Drama in fünf Acten (1853)
- Die Brandfackel. Oder: Denkwürdige Erscheinungen der Jahre 1848 und 1849. 1. Auflage 1849; 2. Auflage 1857
- Der Roman meines Lebens in Europa (1858)
- Frisch und frei: Eine Sammlung prosaischer Aufsätze (1866)
- Alt und neu. Uebungen für geistiges Turnen. Propaganda gegen Kirche und Pfaffenthum (1868)

valamint többek között 7 útleírás:
- - Ludvigh’s Reise-Journal (1847)
  - Frederic Trautmann (Hrsg.): Maryland through a traveler’s eyes: a visit by Samuel Ludvigh in 1846. 1983 (5 S.).
- Zeitung Die Fackel (1843–1869 der Reihe nach in New York, Baltimore, St. Paul und Cincinnati erschienen).
- Samuel Ludvigh’s Reden, Vorlesungen und Prosaische Aufsätze im Gebiete der Religion, Philosophie und Geschichte. Verlag des Verfassers, Baltimore 1830.

## Fordítás
- Ez a szócikk részben vagy egészben  a   Samuel Ludvigh című német Wikipédia-szócikk ezen változatának fordításán alapul.  Az eredeti cikk szerkesztőit annak laptörténete sorolja fel. Ez a jelzés csupán a megfogalmazás eredetét és a szerzői jogokat jelzi, nem szolgál a cikkben szereplő információk forrásmegjelöléseként.